# Леппянен, Иван Александрович
Ива́н Алекса́ндрович Ле́ппянен (фин. Juhana Antinpoika Leppänen) (1872 — ?) — финский крестьянин, депутат Государственной думы II созыва от Санкт-Петербургской губернии.

## Биография
Крестьянин евангелическо-лютеранского вероисповедания. Финн по национальности. Закончил городское училище. Являлся Иликовским сельским старостой Ораниенбаумской волости Петергофского уезда Санкт-Петербургской губернии. (Указывается, что в 1907 был «бывшим старостой»). Занимался земледелием.
6 февраля 1907 избран во Государственную думу II созыва от съезда уполномоченных от волостей. Входил в Трудовую группу и фракцию Крестьянского союза. Состоял в комиссии по народному образованию.
Дальнейшая судьба неизвестна.